# 打嚕咕各鳥
打嚕咕各鳥（達悟語：Tazokok），是台灣達悟族傳說中的妖鳥，會吃人類的眼睛。

## 簡述
打嚕咕各鳥棲息在五節芒的草叢裡，是一種會傷人的惡靈，牠們平常會待在草叢裡發出「打嚕咕各」的叫聲，人類聽到的話不可以跟著叫，不然會受到打嚕咕各鳥的報復，輕則釣不到魚、重則被啄食眼睛，據說以前就有一對上山工作的母女因為小孩學打嚕咕各鳥叫而引起牠們的不滿而被追殺，就算躲進房子裡也因為屋頂被掀翻而受害。如果在野外看到五節芒上有被蟲寄生而出現的蟲癭，就是打嚕咕各鳥棲息在裡面的證據，因為那是打嚕咕各鳥在那裡擦屁股所留下來的排遺；而有打嚕咕各鳥出沒的地方也被稱為「基打嚕咕各」（jitazokok），是不可以進入的禁地。
另外，如果打嚕咕各鳥在早上叫個不停代表當天的太陽會相當毒辣，去田裡工作要做好遮陽的準備。

## 真身
根據習性和叫聲來看，打嚕咕各鳥的真身很有可能是番鵑，該種鳥平常就被族人稱為「打嚕咕各」，也經常在春夏的繁殖期間於五節芒裡築巢，打嚕咕各鳥的傳說很有可能是來自過去族人在田裡工作意外死亡後、該地被族人忌諱使得五節芒叢生（達悟族人認為靈魂會盤踞在人死亡的地點，因此死亡的地方禁止隨意靠近或開墾），進而吸引番鵑棲息而造成的。

## 文化
除了妖鳥之外，「打嚕咕各」也經常被用於一些負面意義，例如服裝儀容不整期的婦女就會被罵「打嚕咕各」（因為打嚕咕各鳥被認為是最醜的鳥）；或是詛咒對方「消失」、「毀滅」、「失怙」、「死亡」等；另外，臺灣風俗誌裡也有提到因為達悟族人忌諱直接說「死」、「死人」、「墓地」等不吉利的話，因此會以「打嚕咕各」代替；最近有喪事的家庭也會被這麼稱呼。
不過除了負面意義外，「打嚕咕各」也有其他如曲紋唇魚、大法螺、長旋螺等動物的意思，連帶使得過去有些以那些動物為主食的家族也會被稱為「打嚕咕各家」（Sira tazokok），例如Licilit家族或Do avak家族等、椰油部落裡也有個家族因為過去有個祖先講話斷斷續續的像打嚕咕各鳥的叫稱而被冠上這樣的綽號；此外，近代也出現兩個很要好的朋友互相戲稱對方為「打嚕咕各」的用法，有點類似中文的「死鬼」；也有傳說有人在五孔洞抓螃蟹時聽到打嚕咕各鳥叫個不停，結果發現是在提醒他有人打算在他所在的洞裡放火並及時逃掉。